# 戈羅德尼齊亞 (古西亞京區)
49°10′55″N 26°6′36″E / 49.18194°N 26.11000°E
戈羅德尼齊亞（烏克蘭語：Городниця）是位於烏克蘭西部特諾皮爾州裏喬爾特基夫區的村莊，處於吉尼拉河畔，始建於1318年，面積4.34平方公里，2001年人口1,603。